# Wrestle Kingdom IV
Wrestle Kingdom IV fue la cuarta edición de Wrestle Kingdom, un evento pago por visión (PPV) de lucha libre profesional realizado por la New Japan Pro-Wrestling. Tuvo lugar el 4 de enero de 2010 desde el Tokyo Dome en Tokio, Japón.
Por segunda vez consecutiva el evento contó con la participación de luchadores de la Total Nonstop Action Wrestling y del Consejo Mundial de Lucha Libre, Pro Wrestling NOAH, Pro Wrestling ZERO1 y All Japan Pro Wrestling. En el evento se dieron cuatro luchas interpromocionales NJPW vs NOAH. 

## Resultados
- Seigigun (Mitsuhide Hirasawa, Super Strong Machine & Wataru Inoue) derrotaron a Jushin Thunder Liger, Kazuchika Okada & Kōji Kanemoto (4:59)

- Apollo 55 (Prince Devitt & Ryusuke Taguchi) derrotaron a Último Guerrero & Averno reteniendo el Campeonato en Parejas de Peso Semicompleto de la IWGP (9:07)

- No Limit (Tetsuya Naitō & Yujiro) derrotaró a Team 3D (Brother Ray & Brother Devon) (c) y a Bad Intentions (Giant Bernard & Karl Anderson) ganando el Campeonato de Parejas de la IWGP en un Hardcore match (13:28)

- Masato Tanaka & Tajiri derrotaron a Seigigun (Akebono & Yuji Nagata) (9:37)

- Manabu Nakanishi, Masahiro Chono, Riki Chōshū & Terry Funk derrotaron a Abdullah the Butcher, Takashi Iizuka, Tomohiro Ishii & Toru Yano (8:52)

- Togi Makabe derrotó a Muhammad Yone (5:39)
  - NJPW 1 - NOAH 0
- Naomichi Marufuji derrotó a Tiger Mask ganando el Campeonato Mundial de Peso Semicompleto de la IWGP (14:14)
  - NJPW 1 - NOAH 1
- Hiroshi Tanahashi derrotó a Go Shiozaki (19:04)
  - NJPW 2 - NOAH 1
- Takashi Sugiura derrotó a Hirooki Goto reteniendo el Campeonato Mundial de Peso Completo de la GHC (20:54)
  - NJPW 2 - NOAH 2
- Shinsuke Nakamura derrotó a Yoshihiro Takayama reteniendo el Campeonato Mundial de Peso Completo de la IWGP (15:51)